# Cacolac
Cet article possède un paronyme, voir Kaolack (homonymie).
Le Cacolac est une boisson lactée au cacao créée en 1954 par l'entreprise bordelaise du même nom implantée depuis l'année 2000 à Léognan (Gironde) et exploitée par la société Cacolac.

## Le Cacolac
Le Cacolac est du lait au chocolat, qui peut se boire frais ou chaud. Il contient du lait (92,1 %), du sucre, du cacao (1,2 %) et des stabilisants : carbonate acide de sodium, carraghénanes pour une énergie par bouteille de 20 cl de 140 kcal. Le Cacolac est disponible dans 70 % des cafés, hôtels, restaurants, puis dès 1978 dans les magasins d'alimentation sous forme de bouteille en verre ou en canette.

## L'entreprise

### Laiterie de la Benauge
À la fin du XIXe siècle, la palus de Trégey, à la Benauge, dans le quartier de la Bastide nouvellement annexé par Bordeaux, sur la rive droite de la Garonne, est essentiellement plantée de vignes et de prairies. Sur le pré du domaine de la Galoche qui deviendra la cité Pinçon, à l'extrémité nord-est de la rue de la Benauge, paissent les vaches de Marie Bacquey dont la laiterie existe depuis 1860. Son gendre, Dominique Lanneluc, reprend et développe la laiterie de la ferme familiale et produit dès 1896 trois cents litres de lait à l’heure dans les nouvelles chaudières de cuisson au bain-marie. Les installations sont complétées en 1910 par une écrémeuse centrifuge puis en 1932 par une machine frigorifique pasteurisatrice d’une puissance de deux mille litres à l'heure. Le lait est mis en bouteille par une installation semi-automatique,,.
Le 13 janvier 1928, la SARL Laiterie de la Benauge - Dominique Lanneluc et Fils voit le jour, dirigée jusqu'en 1933 par le père puis par les trois fils, Roger, Albert et Charles. L'entreprise installée au 54 de la rue de Trégey devient Laiterie de la Benauge – Lanneluc Frères le 15 décembre 1938. Son siège social est situé au 205 de la rue de la Benauge. À la Libération, elle stérilise et met en bouteille le lait, qui arrivait de toute la région pendant la Guerre, et le commercialise dans l'agglomération bordelaise. Elle développe la production de produits laitiers (petits-suisses, yaourts, beurre, caséine),.
Le 14 janvier 1947, la raison sociale de l'entreprise devient Lanneluc Frères et Lauseig réunis après absorption de la Laiterie Lauseig de Pompignac et la SARL est transformée en SA le 9 février 1956. Charles Lanneluc est président directeur général. Ses frères, Albert et Roger, et Robert Lauseig sont administrateurs délégués,.
Entre-temps, sont créées, en 1954, les marques Stabilait, pour le lait pasteurisé, et Cacolac, après la découverte du lait chocolaté lors d'un voyage aux Pays-Bas,.
Avec un pasteurisateur d'une capacité de sept mille litres par heure, deux chaînes d'embouteillage et quatre compresseurs frigorifiques, la production s'intensifie. Afin de s'assurer du respect de la chaîne du froid, la glace est fournie aux producteurs de lait et les procédés de fabrication sont contrôlés par un laboratoire interne. L'entreprise compte 120 employés et possède un parc de 30 véhicules,.
En 1970, Robert Lauseig est l'actionnaire majoritaire. La société devient Cacolac SA. Le secteur dessert lacté est repris par Chambourcy. L'entreprise est transférée à Léognan en 2000, l'usine de la Benauge est démolie. Le terrain en friche qui fait face à la salle de sports Jean Dauguet entre la rue Mozart, la rue de la Benauge et le boulevard Joliot-Curie reste inoccupé dans l'attente des décisions d'implantations commerciales qui seront prises dans le cadre du projet Bordeaux-Euratlantique,,.

### Cacolac
La société Solinest distribue ses produits depuis 2012.
Au début des années 1990, François Bénard reprend le flambeau, et la société connaît une envolée commerciale sans précédent grâce, notamment, au développement de nouveaux produits : Cacolac Vanille, Cacolac Café, Cacolac menthe. Mais aussi avec une aventure dans le sponsoring sportif et télévisuel. La boisson Cacolac est alors uniquement distribuée en France.
La marque s'installe dans un site de production de 8 000 m2 en 2000, à Léognan.
En mars 2011, la société Cacolac a été rachetée en totalité par « Trixaim Investissements », holding industriel spécialisé dans la nutrition santé, dont l'intention est de doubler le chiffre d'affaires sur quatre ans et d'élargir la gamme en lançant des produits à base de lait bio, de chèvre ou de végétal et en redynamisant le Vanilac, une boisson à base de vanille créée en 1996 mais très peu exploitée. Elle projette aussi de créer de nouveaux produits tels que la barre chocolatée Cacolac,.
En 2012, la société aborde le marché vinicole en embouteillant du vin en canettes d'aluminium sous la marque « Très Vin » destiné à l'exportation, grâce à l'autorisation et la licence d'utilisation du procédé Vinsafe de l'entreprise australienne Barokes, obtenues l'année précédente.
Début 2015, alors que la marque devrait refaire des bénéfices, les descendants des fondateurs, Bernard Maviel et son fils Christian, rachètent les parts de l'entreprise détenues par Trixaim et Avenir entreprises, avec l'aide de Jean-Michel Caillaud et Philippe Noailles. Christian Maviel devient le président de Cacolac.
Les ventes progressent de 15 % en 2015, le chiffre d'affaires passant de 7,82 millions d'euros en 2014 à 8,98 millions d'euros, soit 25 millions de bouteilles et cannettes. Le « Cacolac praliné noisette » est lancé en 2014, suivi du « Cacolac Caramel » en 2015, en partenariat avec Dupont D'Isigny.

## Publicité et sponsoring
Grâce à l'impulsion de François Bénard directeur général de Cacolac dans les années 1990, la marque connut un rajeunissement de son image avec notamment le sponsoring du bateau de course Cacolac d'Aquitaine et le navigateur Yves Parlier. Par le biais également d'un fort réseau de son directeur général dans le milieu du football, la société Cacolac s'est vu offrir une publicité gratuite quasi quotidienne durant les années 1990. En effet, la marionnette du footballeur Jean-Pierre Papin des Guignols de l'info fut présenté comme un grand amateur de la boisson. Danone avait tenté de lancer sur le marché la version fraîche de la boisson en investissant massivement dans des campagnes publicitaires, sans succès.
À partir de 2018, Cacolac est partenaire de l'Union Bordeaux Bègles. En 2024, le partenariat est reconduit jusqu'en 2026.